# Gavrana maculipes
Gavrana maculipes är en stekelart som beskrevs av Cameron 1906. Gavrana maculipes ingår i släktet Gavrana och familjen brokparasitsteklar. Inga underarter finns listade i Catalogue of Life.